# Албрет II фон Саксония-Витенберг
Албрет II фон Саксония-Витенберг (на немски: Albert II von Sachsen-Wittenberg; * ок. 1285; † 19 май 1342, Пасау) от род Аскани, е от 1320 до 1342 г. княжески епископ на Пасау.

## Живот
Алберт е третият син на курфюрст Албрехт II (1250 – 1298) от херцогството Саксония-Витенберг и на Агнес фон Хабсбург (1257 – 1322), дъщеря на крал Рудолф I Хабсбург.
Той е определен за духовническа кариера и става каноник в Майнц и свещеник в Св. Стефан във Виена. През 1320 г. Алберт е номиниран за епископ на Пасау от папа Йоан XXII. В конфликта за трона между Лудвиг Баварски и Фридрих Красивия той е на страната на своя хабсбургки братовчед Фридрих, на когото помага през 1322 г. в битката при Мюлдорф. В Пасау той продава отново общината на гражданството на Пасау.
Погребан е в катедралата „Св. Стефан“ в Пасау.